# Phillip Simpson

Zawodnik Army Black Knights

Phillip Martin Simpson (ur. 28 stycznia 1983) – amerykański zapaśnik w stylu wolnym. Złoty medalista mistrzostw panamerykańskich w 2012 roku.
Zawodnik Montgomery Bell Academy z Nashville i West Point. Trzy razy All-American (2003–2005) w NCAA Division I, drugi w 2005; trzeci w 2003 i ósmy w 2004 roku.